# Modelo de calidad de MacCall
El modelo de calidad de McCall es un modelo de calidad de software fue creado en el año 1977 y propone una serie de factores de calidad con una descomposición del concepto genérico de calidad en tres capacidades que se dividen en un conjunto de factores, los cuales son evaluados por medio de unos criterios definidos a través de métricas:
| Métricas de la calidad de software | Capacidades | Capacidades   | Capacidades | Capacidades | Capacidades | Capacidades  | Capacidades  | Capacidades       | Capacidades                | Capacidades  | Capacidades         |
| Métricas de la calidad de software | Operación   | Operación     | Operación   | Operación   | Operación   | Transición   | Transición   | Transición        | Revisión                   | Revisión     | Revisión            |
| Métricas de la calidad de software | Corrección  | Confiabilidad | Usabilidad  | Integridad  | Eficiencia  | Portabilidad | Reusabilidad | Interoperabilidad | Facilidad de mantenimiento | Flexibilidad | Facilidad de prueba |
| ---------------------------------- | ----------- | ------------- | ----------- | ----------- | ----------- | ------------ | ------------ | ----------------- | -------------------------- | ------------ | ------------------- |
| Autodocumentación                  |             |               |             |             |             | x            | x            |                   | x                          | x            | x                   |
| Capacidad de expansión             |             |               |             |             |             |              |              |                   |                            | x            |                     |
| Compleción de las funciones        | x           |               |             |             |             |              |              |                   |                            |              |                     |
| Complejidad                        |             | x             |             |             |             |              |              |                   |                            | x            | x                   |
| Concisión                          |             |               |             |             | x           |              |              |                   | x                          | x            |                     |
| Consistencia                       | x           | x             |             |             |             |              |              |                   | x                          | x            |                     |
| Eficiencia de ejecución            |             |               |             |             | x           |              |              |                   |                            |              |                     |
| Estandarización de comunicaciones  |             |               |             |             |             |              |              | x                 |                            |              |                     |
| Estandarización de datos           |             |               |             |             |             |              |              | x                 |                            |              |                     |
| Exactitud                          |             | x             |             |             |             |              |              |                   |                            |              |                     |
| Facilidad de auditoria             |             |               |             | x           |             |              |              |                   |                            |              | x                   |
| Facilidad de formación             |             |               | x           |             |             |              |              |                   |                            |              |                     |
| Generalidad                        |             |               |             |             |             | x            | x            | x                 |                            | x            |                     |
| Independencia hardware             |             |               |             |             |             |              | x            | x                 |                            |              |                     |
| Independencia del sistema          |             |               |             |             |             |              | x            | x                 |                            |              |                     |
| Instrumentación                    |             |               |             | x           |             |              |              |                   | x                          |              | x                   |
| Modularidad                        |             | x             |             |             |             | x            | x            | x                 | x                          | x            | x                   |
| Operatividad                       |             |               | x           |             | x           |              |              |                   |                            |              |                     |
| Seguridad                          |             |               |             | x           |             |              |              |                   |                            |              |                     |
| Simplicidad                        |             | x             |             |             |             |              |              |                   | x                          | x            | x                   |
| Tolerancia a errores               |             | x             |             |             |             |              |              |                   |                            |              |                     |
| Trazabilidad                       | x           |               |             |             |             |              |              |                   |                            |              |                     |

Este modelo de evaluación es fijo, por lo que solo se pueden escoger los factores y métricas expuestos. Fue creado con el propósito de proporcionar una orientación para la adquisición de software, reduciendo la brecha entre usuarios y desarrolladores al enfocarse en un número de factores de calidad que reflejen las prioridades de ambas partes. Es un modelo que se puede aplicar de forma generalizada a diferentes tipos de recursos educativos.
Ventaja:
- Se enfoca en el producto final, identificando los atributos claves desde el punto de vista del usuario.
Desventaja:
- No hay una relación lineal entre los valores métricos y las características a estimar.